# Sérgio Tréfaut
Sérgio Tréfaut, o Serge Tréfaut (São Paulo, 23 de febrer de 1965) és un director de cinema brasiler que destaca en la pràctica del cinema documental. La seva pel·lícula Lisboetas sobre els nous immigrants a la Lisboa d'avui, va guanyar el premi a la millor pel·lícula portuguesa a IndieLisboa 2004 i va ser un èxit de taquilla. El 2011 es va estrenar en ficció amb Viagem a Portugal.

## Biografia
Nascut durant el Brasil el 1965, a São Paulo, fill d'un pare portuguès de l'Alentejo i d'una mare francesa. El seu pare, el periodista Miguel Urbano Rodrigues, un activista comunista, es trobava a l'exili polític al Brasil l'any 1957, on era editorialista d'Estado de São Paulo.
Quan Sérgio Tréfaut tenia 10 anys, el seu germà gran va ser torturat i gairebé assassinat per l'exèrcit brasiler. En aquell moment la família va fugir del Brasil cap a França. El 1977 en Sérgio va arribar a Lisboa, on va completar els seus estudis secundaris a l'institut francès. Entre 1983 i 1988 es va llicenciar en Filosofia a la Sorbona (París).
A partir de 1988 va tornar a Portugal, treballant com a ajudant de direcció, periodista i productor. L'any 2002 va crear la seva pròpia productora, Faux, amb la qual va dirigir la majoria de les seves pel·lícules.

## Filmografia
- 2022: A Noiva
- 2021: Paraíso
- 2018: Raiva[5]
- 2016: Treblinka[6]
- 2014: Alentejo, Alentejo
- 2011: Viagem a Portugal
- 2009: Waiting for Paradise (curtmetratge)
- 2009: A Cidade dos Mortos
- 2004: Lisboetas
- 2003: Novos Lisboetas
- 2002: Fleurette
- 1999: Outro País
- 1992: Alcibíades (curtmetratge)